# Список пещер с живописью палеолита
Список пещер с пещерной живописью включает места с наскальной живописью людей палеолита, выполненной с помощью охры и угля.
В 2015 году во всем мире насчитывалось около 300 палеолитических пещер и гротов с сохранившейся живописью: из них около 186 во Франции (большинство на юго-западе); почти столько же в Испании (в основном на побережье Кантабрии). В других странах (в частности, балканских) также находят подобные памятники доисторического искусства, но намного реже.
Пещерное искусство долгое время считалось европейским явлением, однако в середине XX века была обнаружена подобная живопись и на Южном Урале. По состоянию на 2024 год известно о наличии палеолитической живописи в трёх пещерах этого региона — Каповой (памятник Всемирного наследия), Игнатьевской и Колокольной.
В начале XXI века стали поступать сообщения об обнаружении пещер с палеолитической живописью в Памире и других районах Азии, а также в Австралии. Для некоторых изображений из карстовых пещер в Маросе и Панкепе (Индонезия) при анализе пигментов был получен возраст свыше 50 000 лет, что является абсолютным рекордом.

## Список
Большинство пещер использовались на протяжении тысячелетий представителями разных археологических культур, и поэтому имеют росписи разных стилей. Древнейшими являются линии-«макароны» и отпечатки рук, в более поздний период появляются изображения животных, сначала силуэтные, потом более реалистичные.
| Илл. | Название                     | Период росписи | Описание | Открытие рисунков           | Место                                          | Континент |
| ---- | ---------------------------- | --- | --- | --------------------------- | ---------------------------------------------- | --------- |
|      | Альтамира (Altamira)         | 36 тыс. лет (верхний палеолит, солютрейская культура); 13-15,5 тыс. лет (мадленская, граветтская, ранняя ориньякская) | Первая находка в XIX веке | 1868                        | Испания, Кантабрия, Сантильяна-дель-Мар        | Европа    |
|      | Арси-сюр-Кюр (Arcy-sur-Cure) | 28 тыс. лет. | Ряд пещер. | не позднее 1946; затем 1990 | Франция, Бургундия — Франш-Конте, Арси-сюр-Кюр | Европа    |
|      | Гаргас (Gargas)              | 27 тыс. лет (граветтская культура, верхний палеолит)                                                                  | Отпечатки рук, изображения животных.                                                                                                   | 1906                        | Франция, Верхние Пиренеи, Авантиньян           | Европа    |
|      | Капова пещера                | 36 тыс. лет, 18 тыс. лет. Начиная с нижнего палеолита.                                                                | Изображения животных, антропоморфные фигуры, геометрические фигуры. Древнейшее (и единственное в Европе) изображение верблюда.         | 1954 или 1959               | Россия, Башкирия, заповедник Шульган-Таш       | Европа    |
|      | Коске (Cosquer)              | 27 тыс. лет (граветтская культура); 21 тыс. лет (солютрейская культура)                                               | Вход в пещеру находится ниже уровня моря. Большинство рисунков уничтожено поднявшейся водой. Изображения отпечатков ладоней, животных. | 1985                        | Франция, вблизи Марселя                        | Европа    |
|      | Куэва-де-лас-Манос           | | |                             |                                                |           |
|      | Кюссак (Cussac)              | 25 тыс. лет. | Изображения животных, птиц, а также возможно людей. Процарапано, не раскрашено                                                         | 2000                        | Франция, Дордонь, Ле-Бюиссон-де-Кадуен         | Европа    |
|      | Ла Марш (La Marche)          | 15 тыс. лет | | 1937                        | Франция, Вьенна, Люссак-ле-Шато                | Европа    |
|      | Ла-Пасьега (La Pasiega)      | Поздний этап солютрейской культуры и ранний этап мадленской культуры                                                  | Изображения животных, абстрактные фигуры. Входит в комплекс пещер Монте-Кастильо.                                                      | 1911                        | Испания, Кантабрия, Пуэнте-Вьесго              | Европа    |
|      | Ласко (Lascaux)              | 15-18 тыс. лет (ранняя мадленская культура)                                                                           | Изображения животных. Для посещения туристов открыта реплика пещеры с росписями                                                        | 1940                        | Франция, Дордонь, Монтиньяк                    | Европа    |
|      | Нио (Niaux)                  | 11-17 тыс. лет (мадленская культура)                                                                                  | Изображения животных. | 1906                        | Франция, Арьеж                                 | Европа    |
|      | Пеш-Мерль (Pech Merle)       | 25 тыс. лет (граветтская культура); и 16 тыс. лет (мадленская культура)                                               | Отпечатки ладоней, изображения животных, людей.                                                                                        | 1922                        | Франция, Кабрере                               | Европа    |
|      | Фон-де-Гом (Font de Gaume)   | 17 тыс. лет (мадленская культура)                                                                                     | Изображения животных. | 1912                        | Франция, Дордонь, Ле-Эзи-де-Таяк-Сирёй         | Европа    |
|      | Шове (Chauvet)               | 35 тыс. лет. (ориньякская культура)                                                                                   | Изображения животных, отпечатки рук. Для туристов открыта точная копия пещеры.                                                         | 1994                        | Франция, Ардеш, у города Вальон-Пон-д’Арк      | Европа    |
|      | Эль-Кастильо (El Castillo)   | Начиная с 40 тыс. лет Вплоть до нижнего палеолита, бронзового века или даже средневековья                             | Отпечатки рук, изображения лошади, бизона, зубра, оленя, мамонта, и других животных. Входит в комплекс пещер Монте-Кастильо.           | 1903                        | Испания, Кантабрия, Пуэнте-Вьесго              | Европа    |